# Regla T

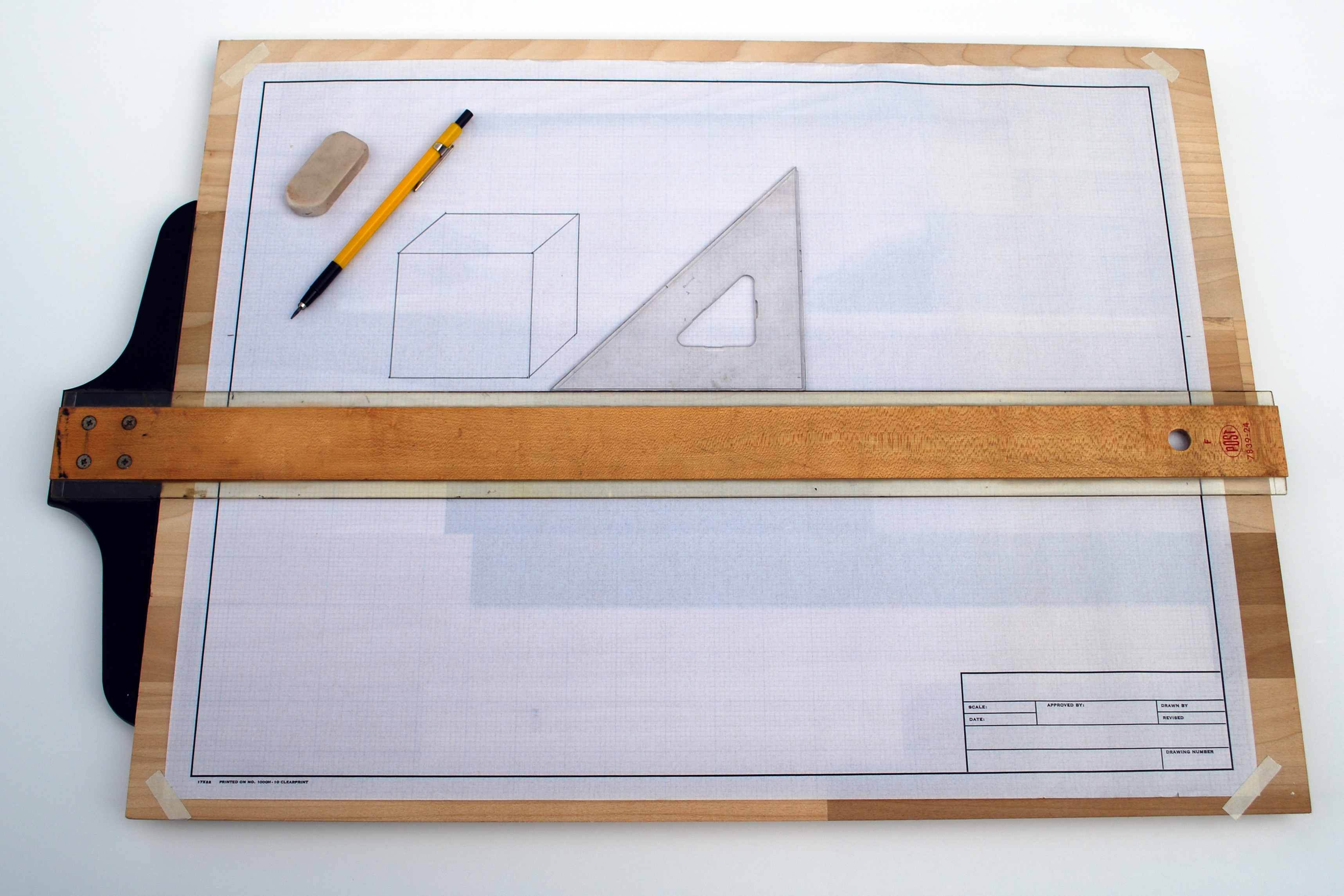
Tabla de dibujo con una regla T y una escuadra.

La regla T es un instrumento que se utiliza para dibujar con un juego de escuadras, las cuales se deslizan de un lado a otro y de arriba hacia abajo, transportando las líneas o ángulos. Su estructura está formada por una cabeza, garganta y un cuerpo, perpendiculares entre sí. La regla T se desliza de arriba hacia abajo sobre la superficie de dibujo, siempre teniendo cuidado de que su cabezal se encuentre bien apoyado sobre el canto del pupitre o mesa de dibujo. La regla T es la versión fácilmente transportable e instalable de la regla paralela.
El material del que está fabricada puede ser  madera, acrílico o aluminio. Puede tener graduación en centímetros o en pulgadas. Es usada básicamente en especialidades relacionadas con las artes gráficas como el dibujo técnico el diseño industrial y la arquitectura.